# Chalalán
Chalalán es un albergue ecológico del Pueblo Indígena de San José de Uchupiamonas dedicado al ecoturismo étnico. Está ubicado en el Parque nacional Madidi en el departamento de La Paz, 
Bolivia. Sus cabañas se sitúan en los alrededores del Lago Chalalán, en el margen sur del río Tuichi, a unos 100 km al sur oeste de Rurrenabaque.

## Origen
Rurrenabaque es un puerto ribereño donde se ha producido intercambio económico y cultural desde al menos el periodo incaico, por esta causa el pueblo indígena de San José de Uchupiamonas conserva la lengua quechua que es propia de tierras altas pero también la lengua tacana, propia de la amazonia boliviana. Este intercambio comercial entre el altiplano y la amazonia continuó durante la colonia y la república, atrayendo visitantes de otras regiones del mundo. Entre ellos, aventureros como Yossi Ghinsberg, quien en 1981 participó de una expedición fallida con Karl Ruprechter, Marcus Stamm y Kevin Gale, quienes se perdieron y separaron. Gale fue rescatado por indígenas Uchupiamonas o "josesanos" y fue trasladado a Rurrenabaque, donde se recuperó y emprendió la búsqueda de Ghinsberg, quien fue rescatado tras tres semanas de sobrevivir solo y sin equipo en la selva.
La amistad entre Ghinsberg y los josesanos les llevó a generar un proyecto ecoturístico destinado a mejorar la calidad de vida de este pueblo indígena y conservar la biodiversidad. El proyecto fue apoyado por el Banco Interamericano de Desarrollo y Conservación Internacional. El proyecto concluyó en 1999 con la constitución de Chalalán como una empresa comunitaria.

## Ubicación

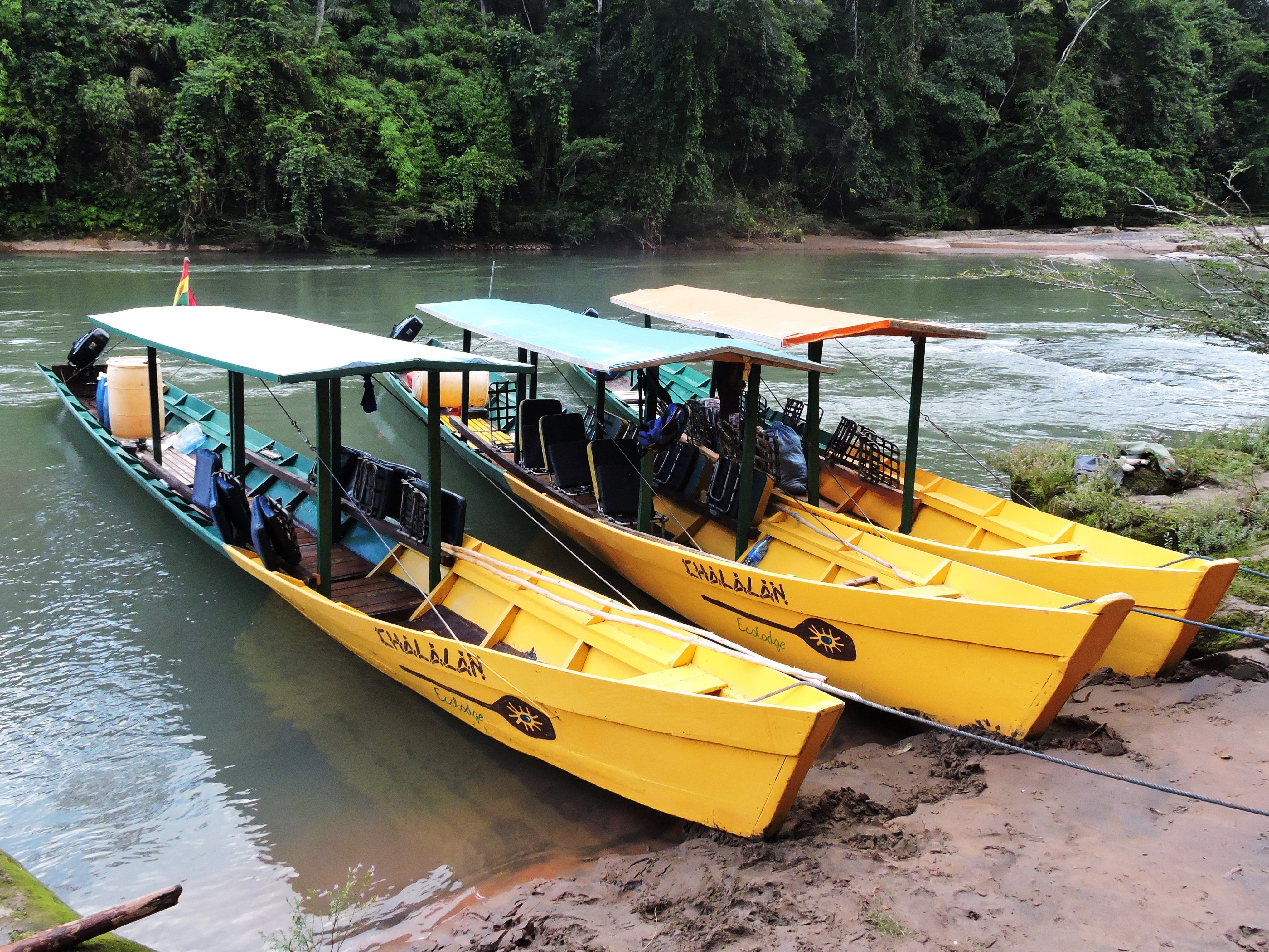
Transporte fluvial de Chalalán

Chalalán se ubica en Bolivia, el Parque nacional Madidi, dentro del territorio del Pueblo Indígena de San José de Uchupiamonas, en los alrededores del lago Chalalán, a 2 km del margen sur del río Tuichi, a 100 km desde la ciudad de Rurrenabaque.
El acceso es por vía fluvial, se navega en botes de madera con motores fuera de borda. El viaje desde Rurrenabaque toma de 5 a 6 horas, dependiendo de las condiciones del río, mientras que el retorno toma alrededor de 3 horas, debido a la corriente del río.

## Características
El albergue se ha construido sobre la base de las técnicas tradicionales tacana, con pisos sobregirados de madera, paredes de la palmera chonta y techumbre de jatata. Chalalán cuenta con una matriz energética sobre la base de paneles solares y un sistema de tratamiento de agua residual.
La principal actividad es el paseo por senderos de interpretación ambiental guiado por miembros de la comunidad indígena de San José de Uchupiamonas, recorridos en canoa de remo por el lago Chalalán y visitas a la comunidad indígena.

Eventualmente se realizan trabajos de investigación científica, talleres y seminarios. Otras actividades frecuentes son la observación de aves y la pesca deportiva.

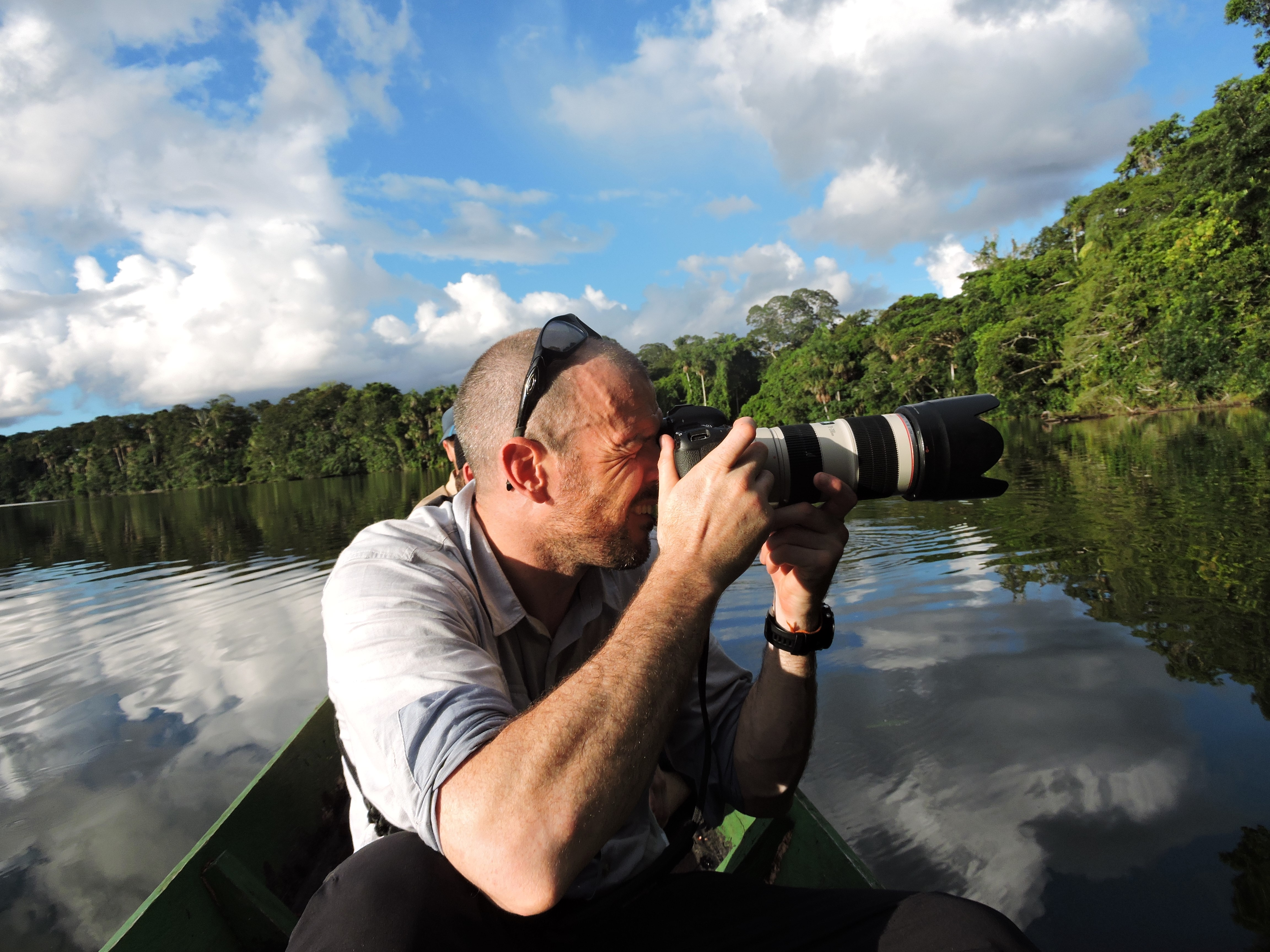
Ecoturismo en el Lago Chalalán
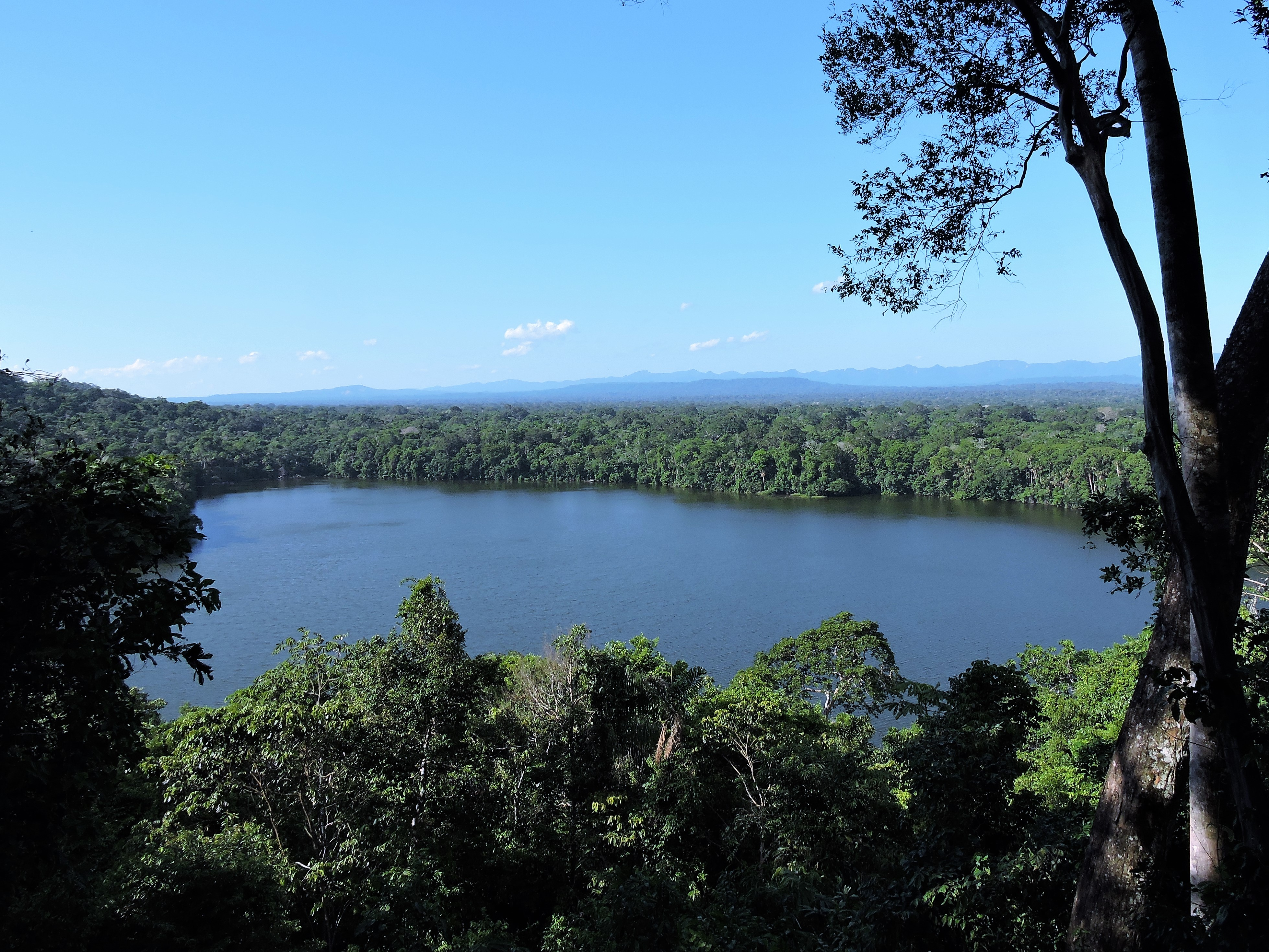
Lago Chalalán
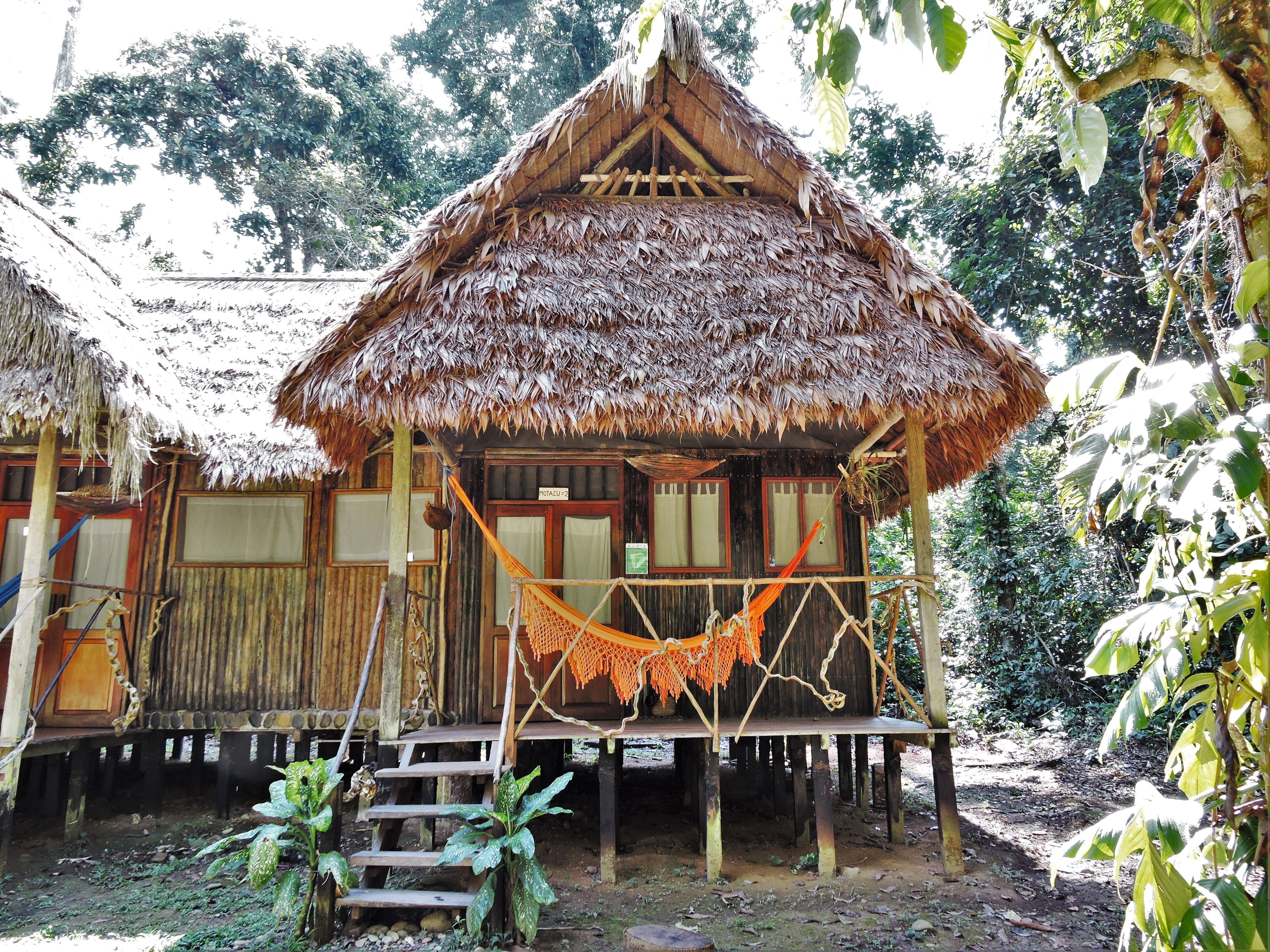
Cabañas en Chalalán
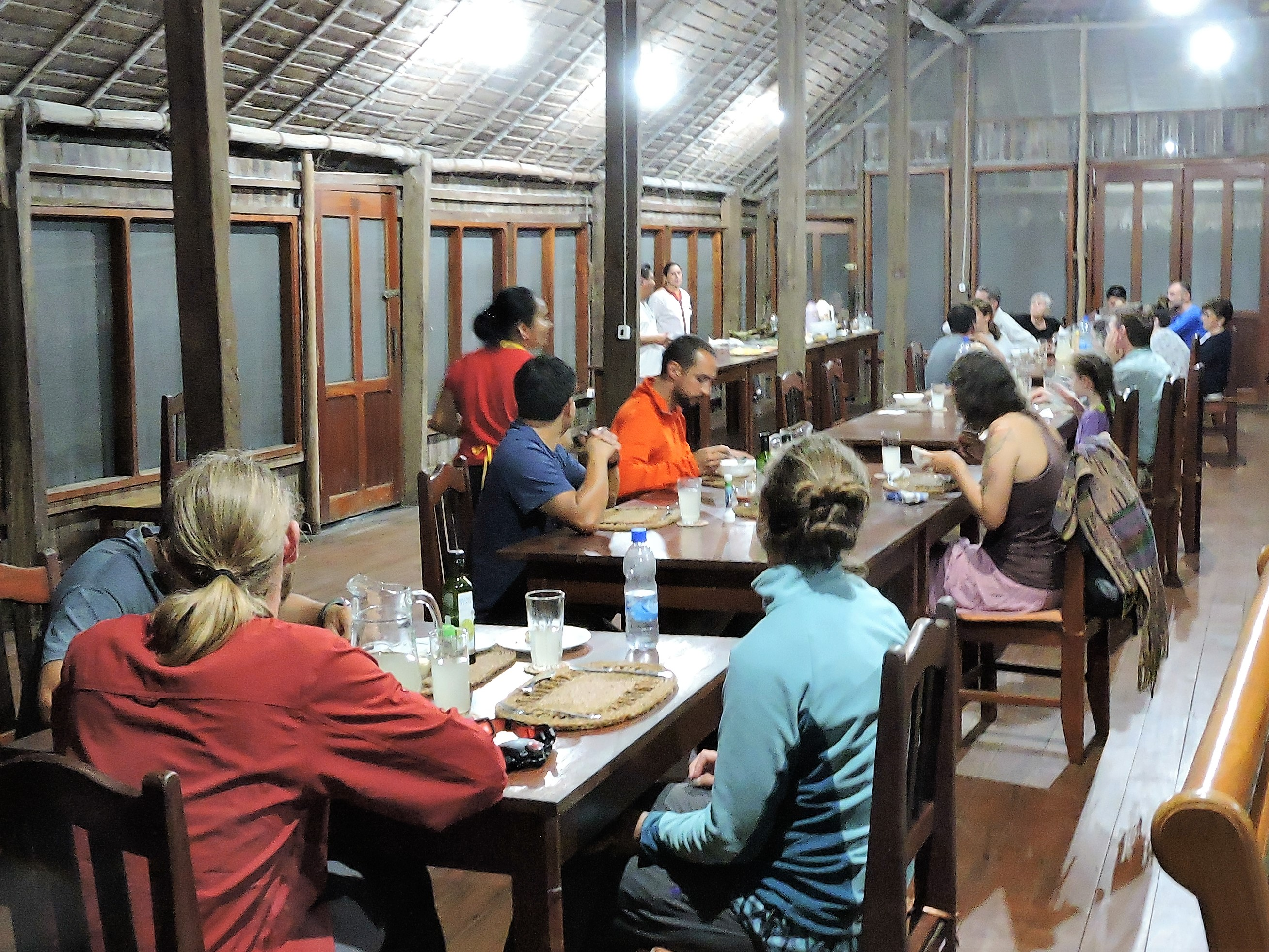
Comedor en Chalalán
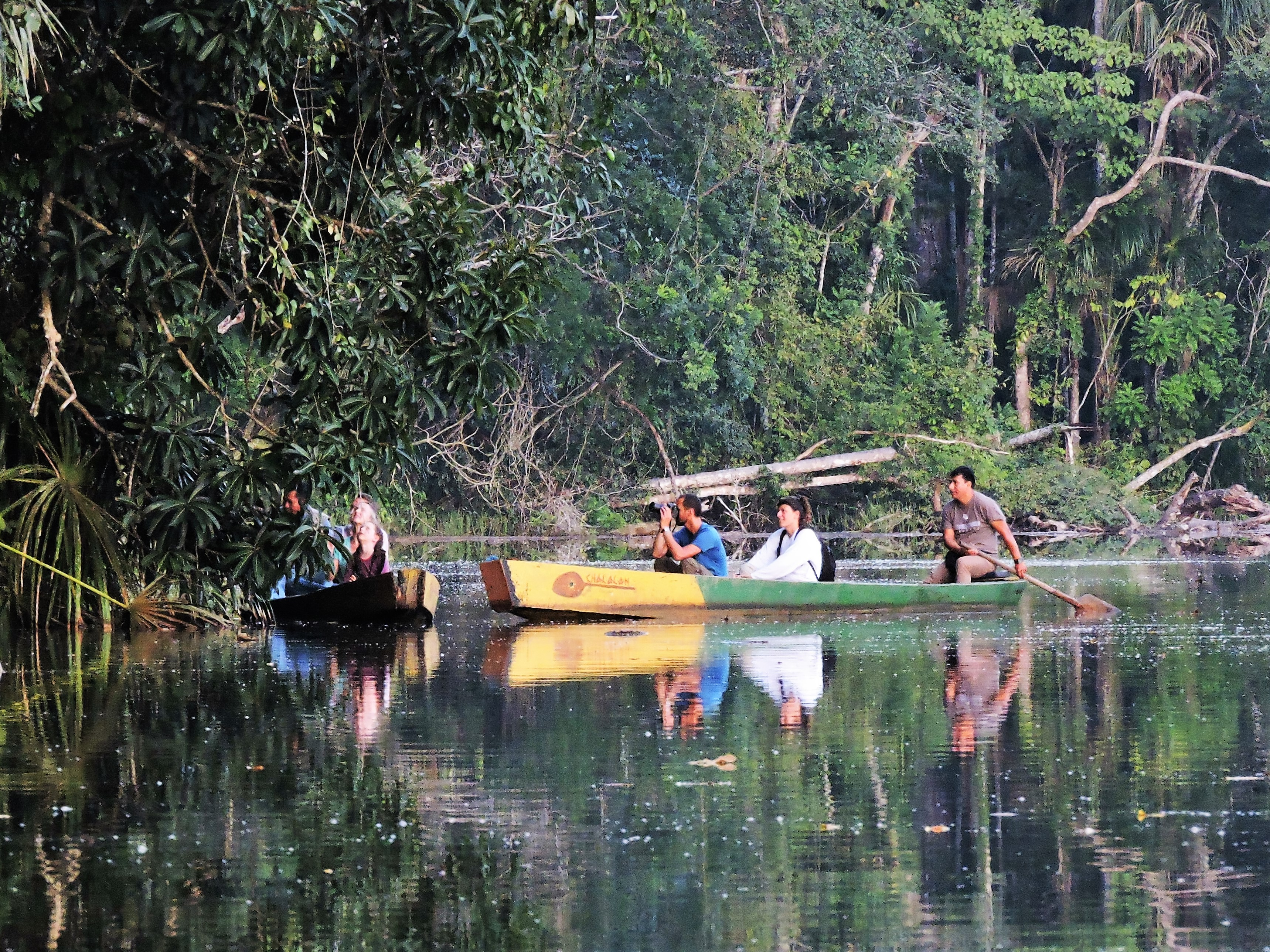
Paseo en canoa en Chalalán
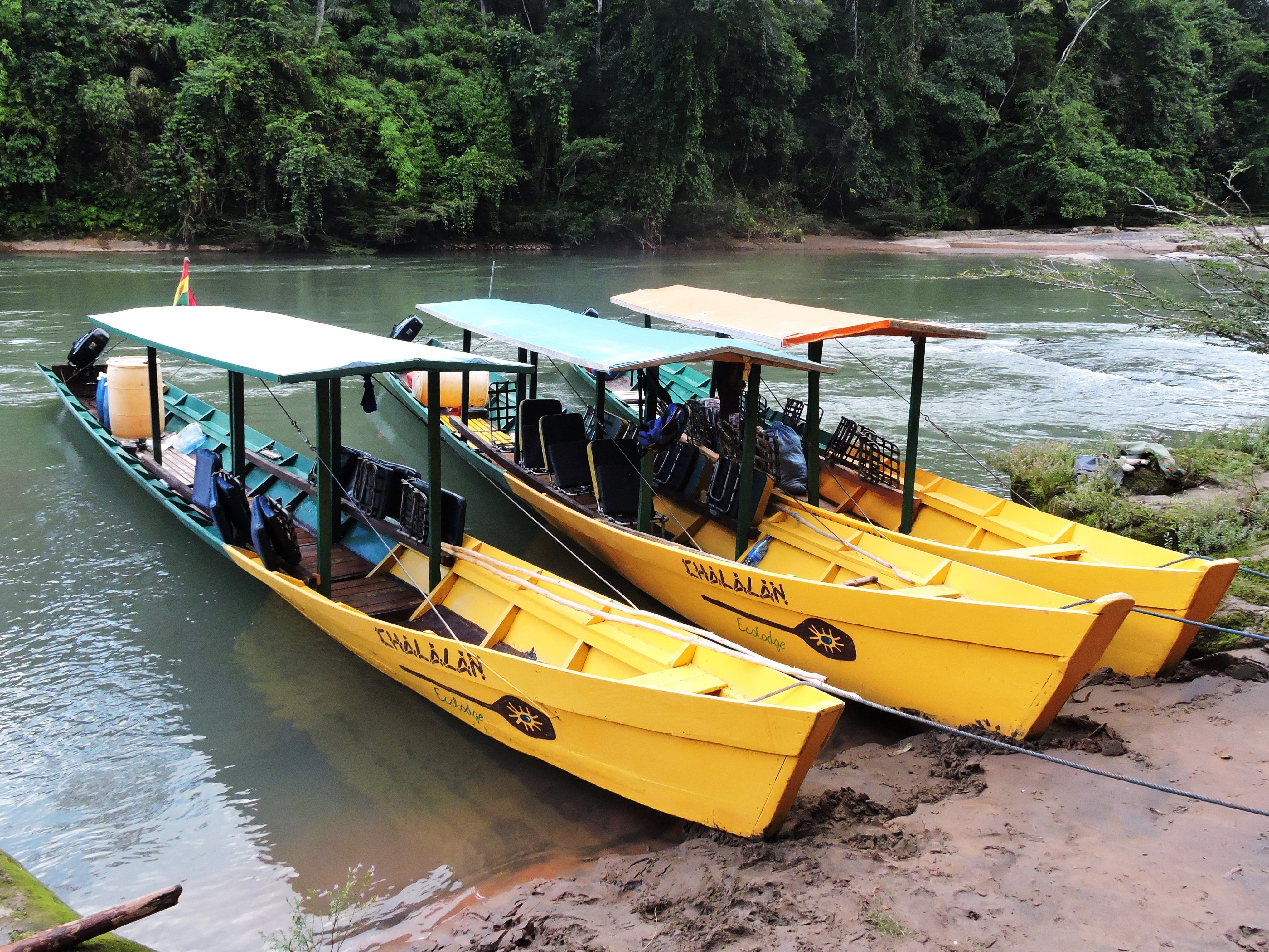
Transporte fluvial de Chalalán

### Fauna
Una de las principales actividades es la observación de fauna en los senderos de interpretación ambiental. Chalalán representa y conserva un segmento de los ecosistemas del Parque nacional Madidi, correspondientes al pie de monte, la selva de las montañas bajas de los Andes Tropicales. Algunas especies frecuentes son: mono ardilla, mono silbador, mono aullador y mono araña, olingo, venado, capibara, ceros de monte como el pecari y ocasionalmente son avistados jaguares y pumas. La observación de aves también es posible, son frecuentes los sereres, garzas, martin pescadores, parabas o guacamayas, águilas, colibríes, carpinteros, y especies asociadas a cuerpos de agua.

Fauna de Chalalán
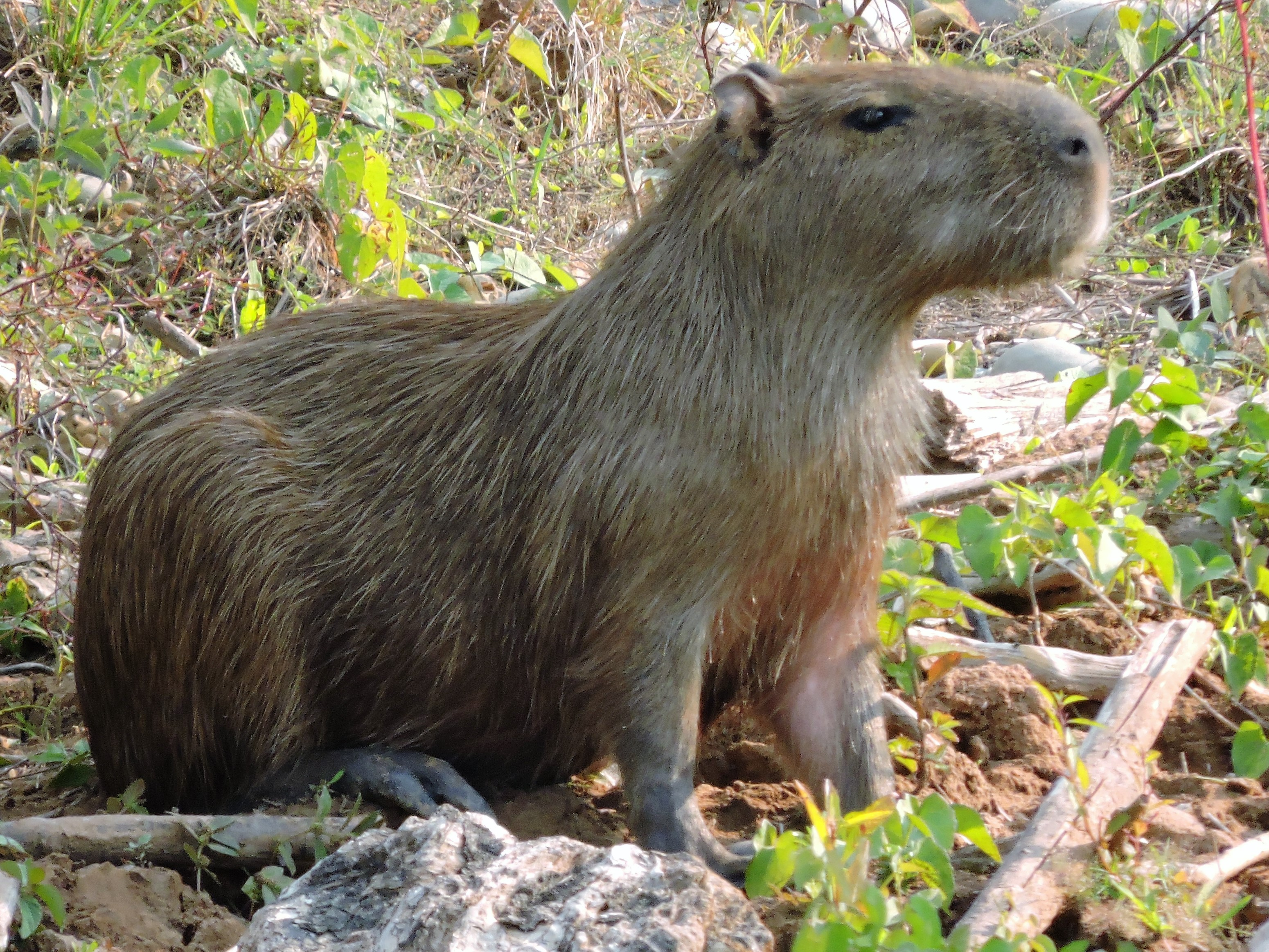
Capibara
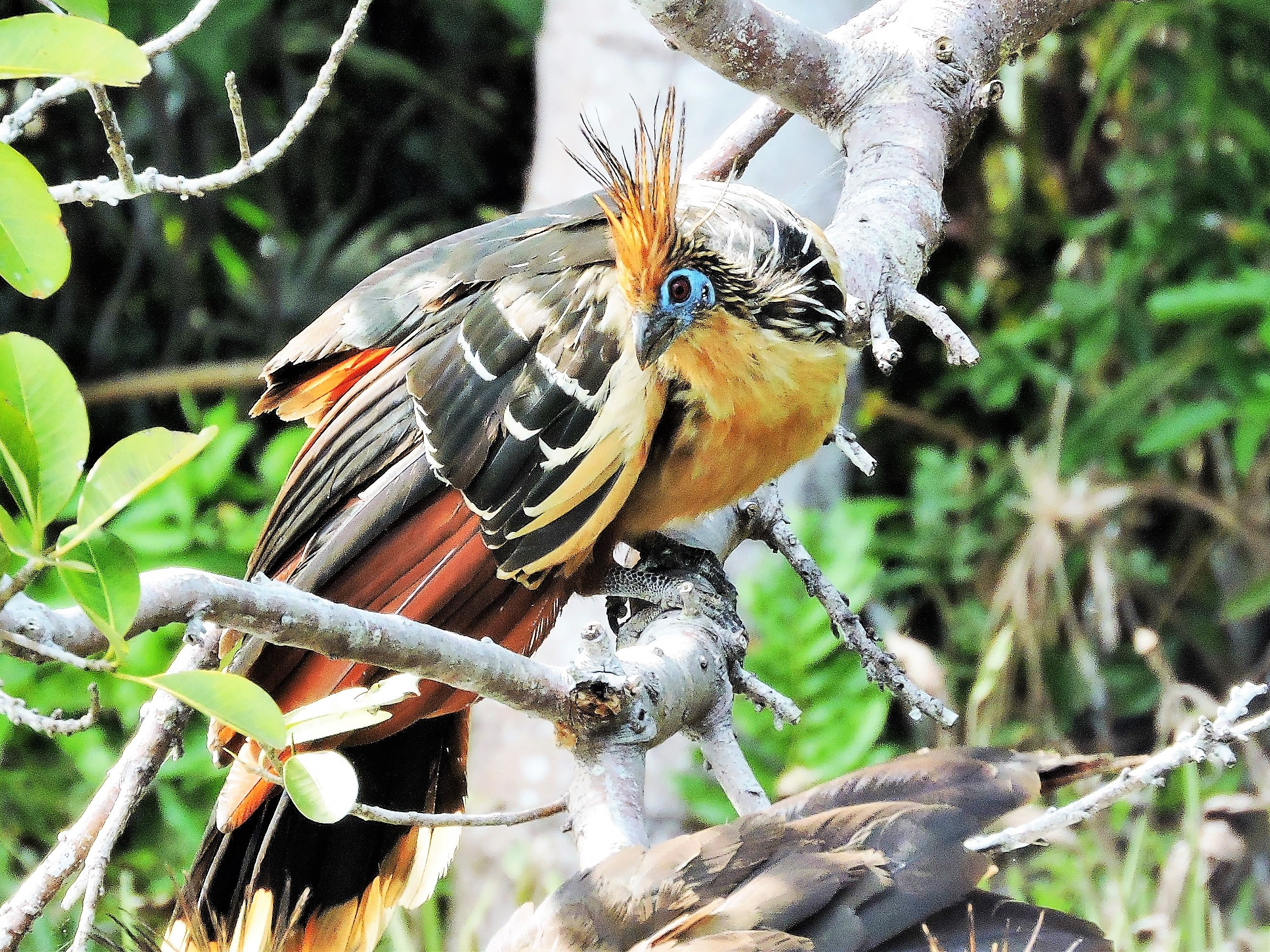
Serere
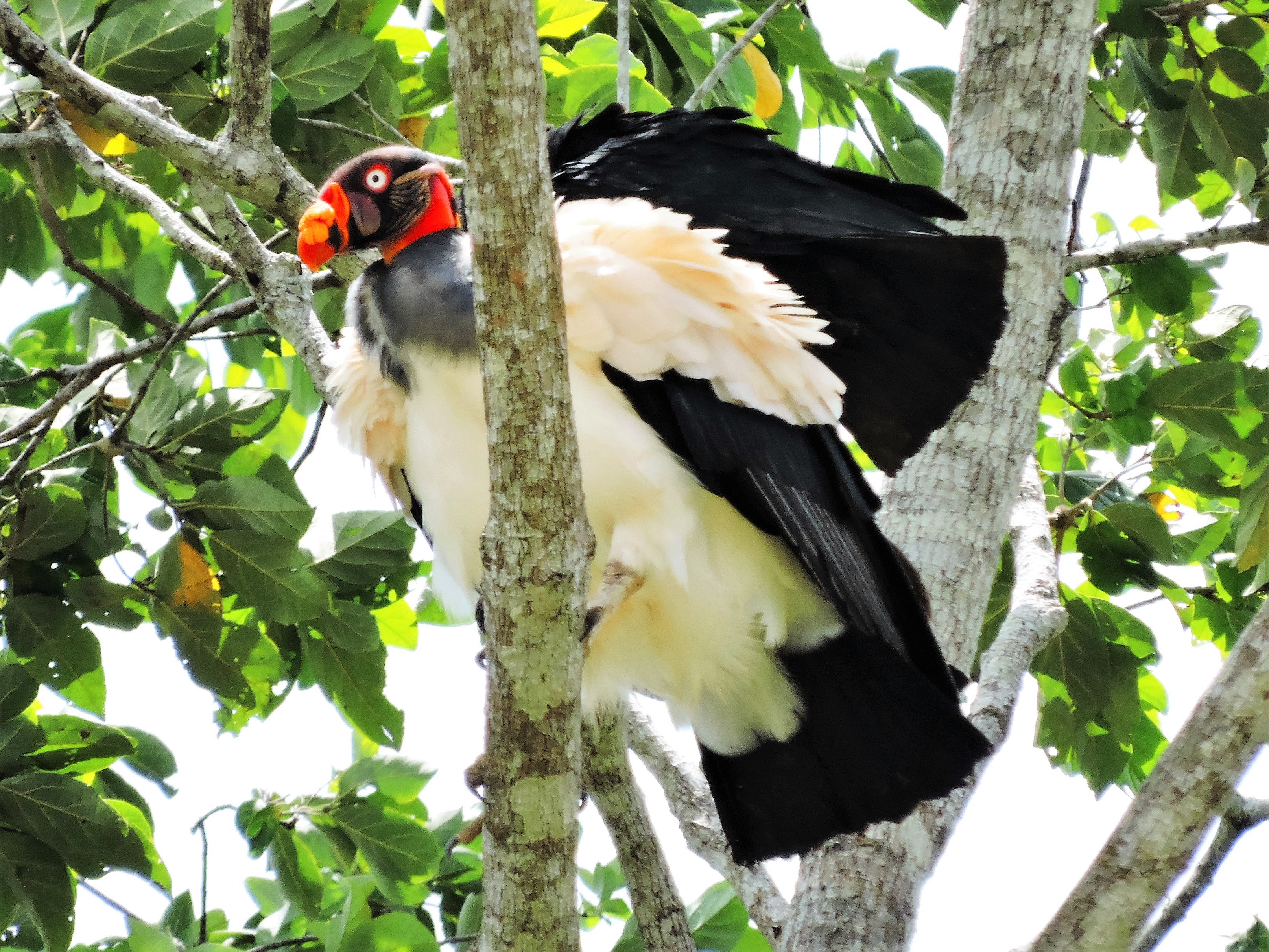
Cóndor amazónico
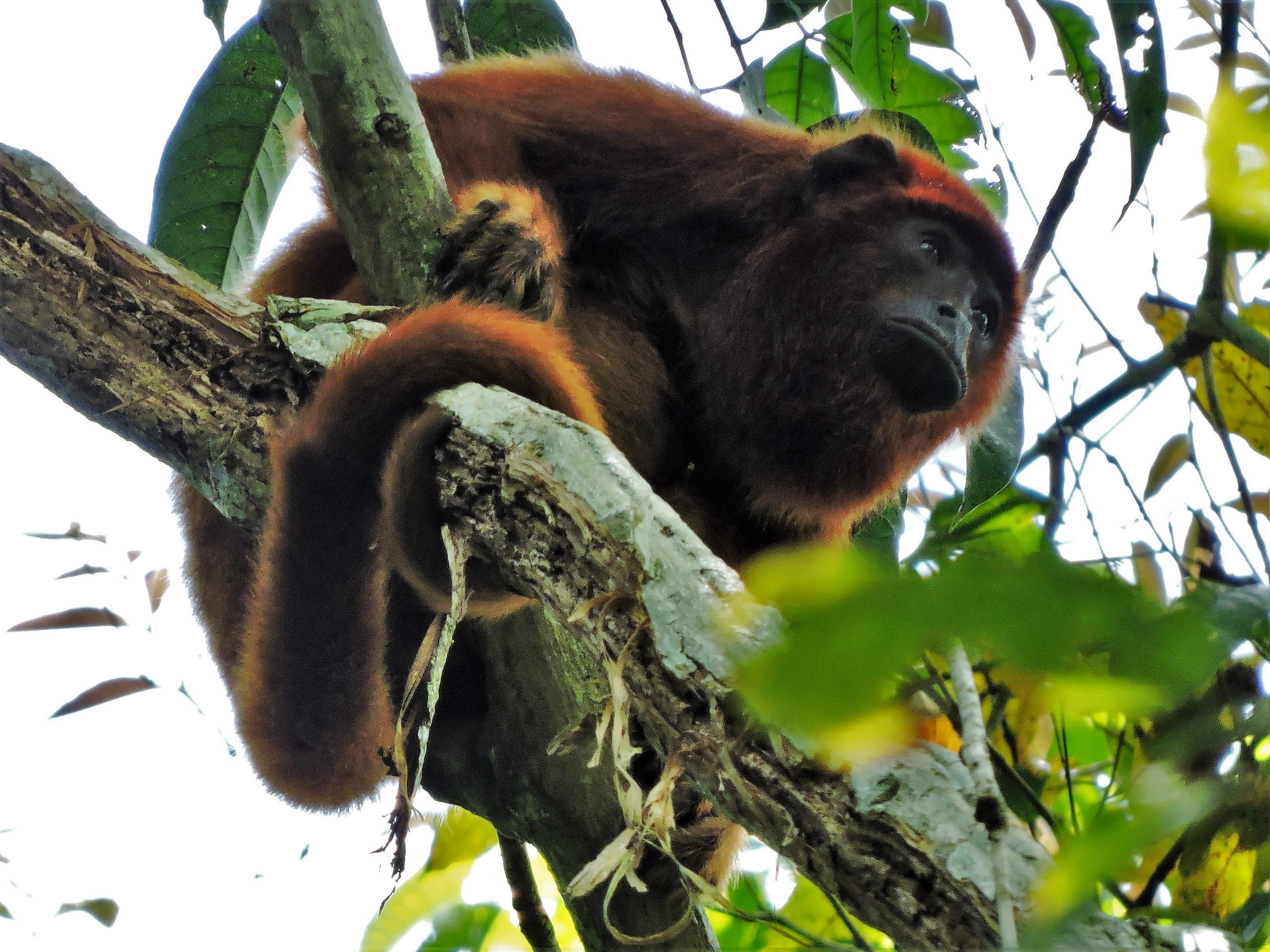
Mono aullador
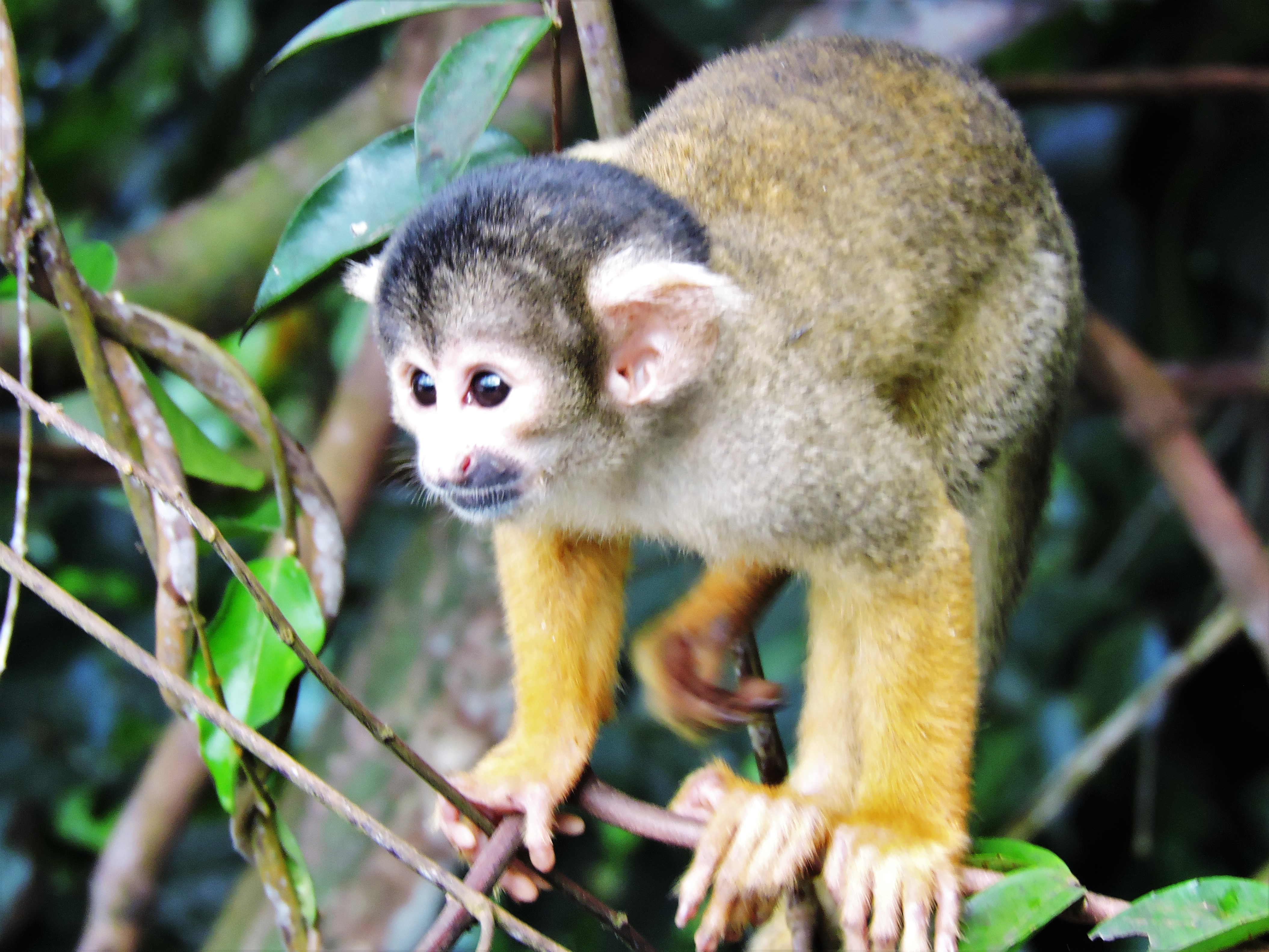
Mono ardilla
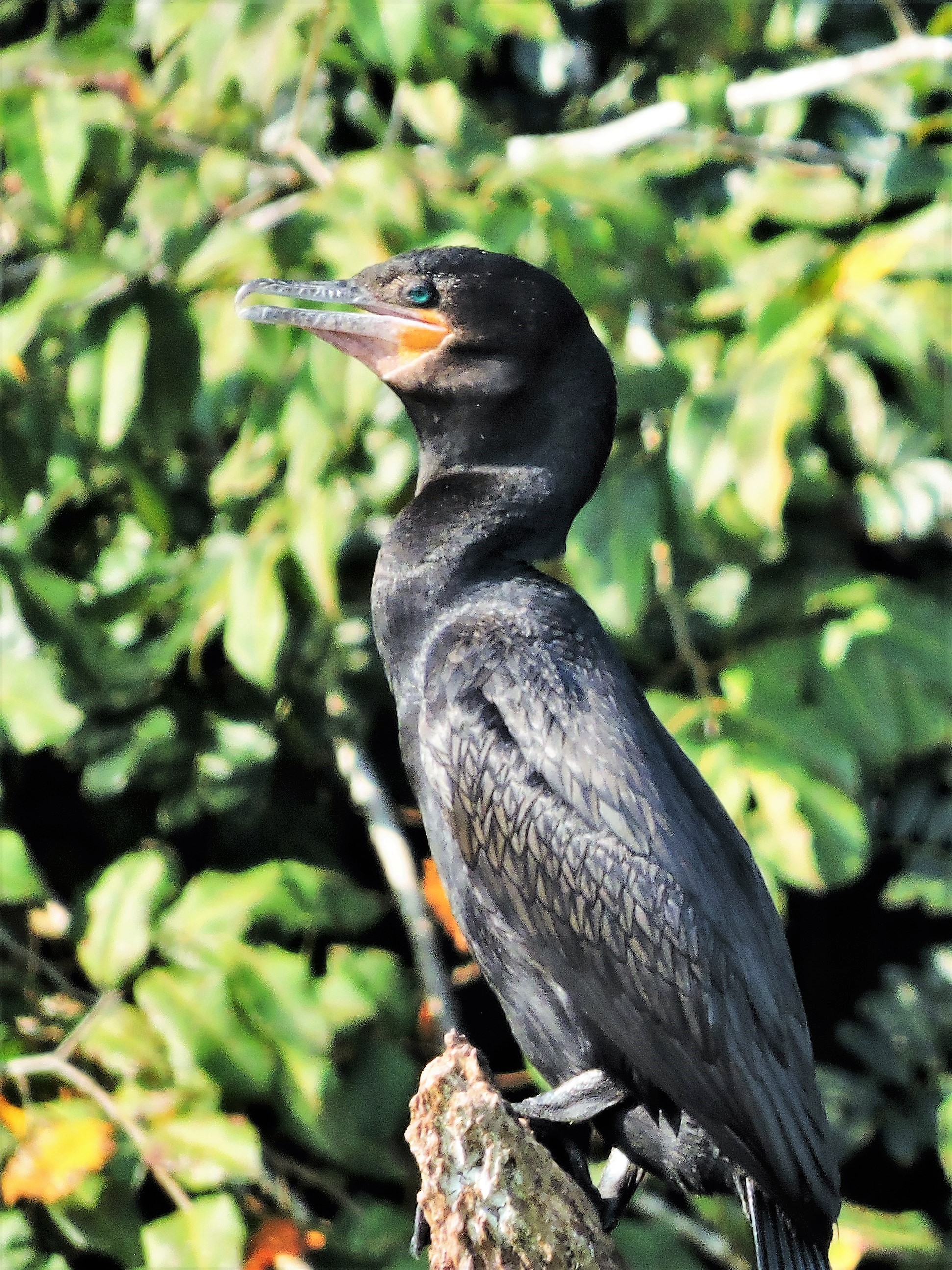
Cormorant
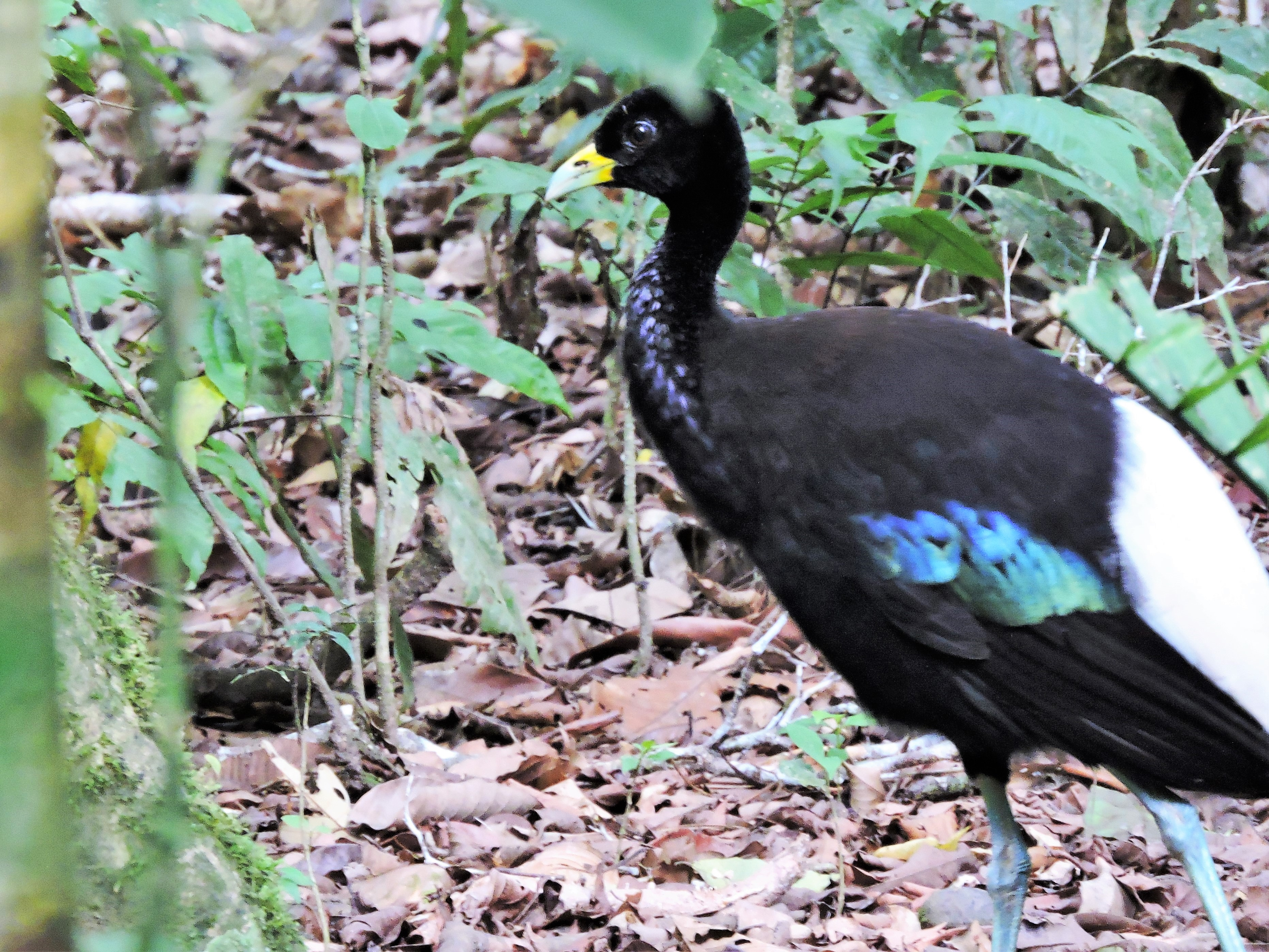
Trompetero
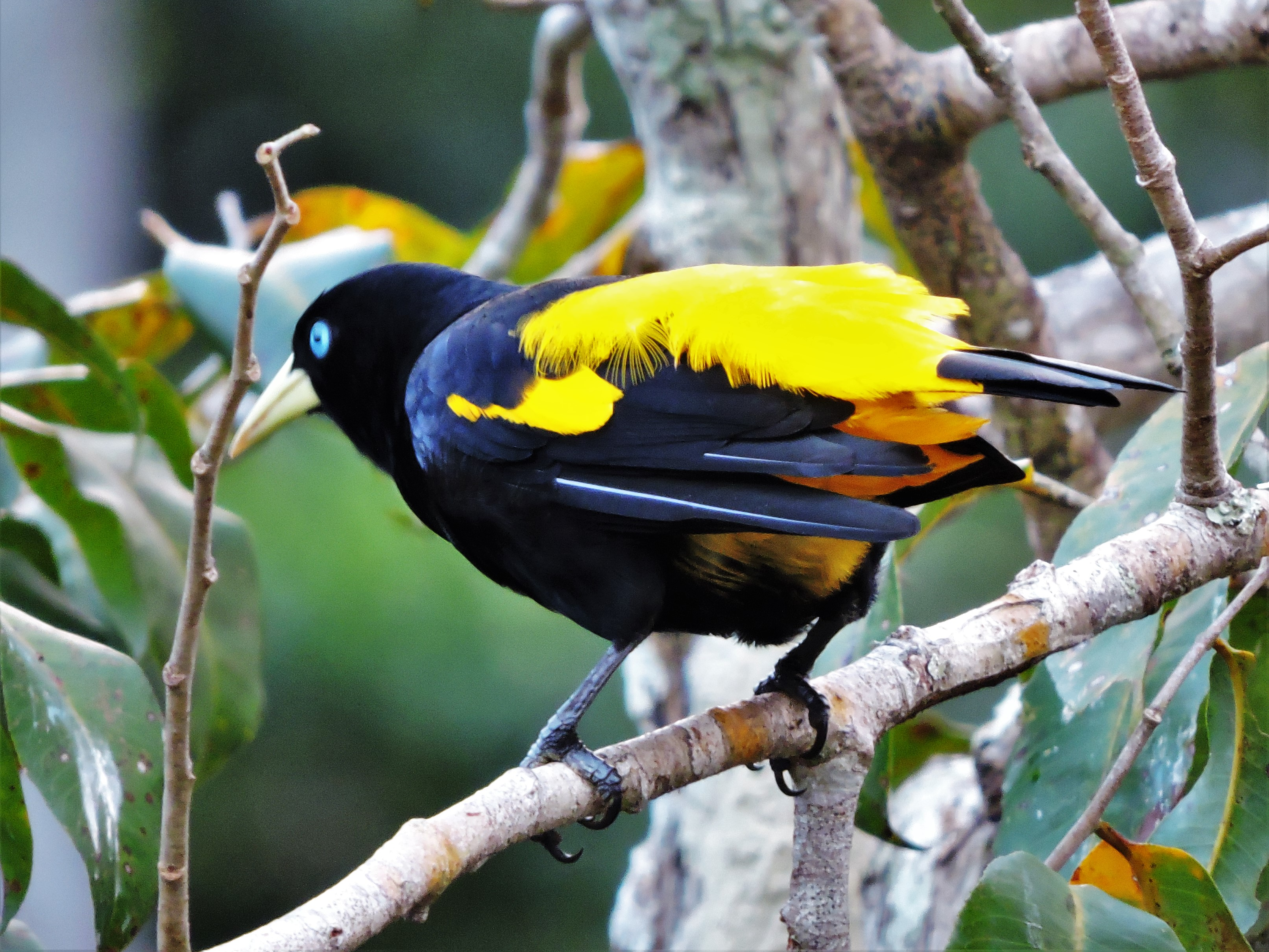
Cacique
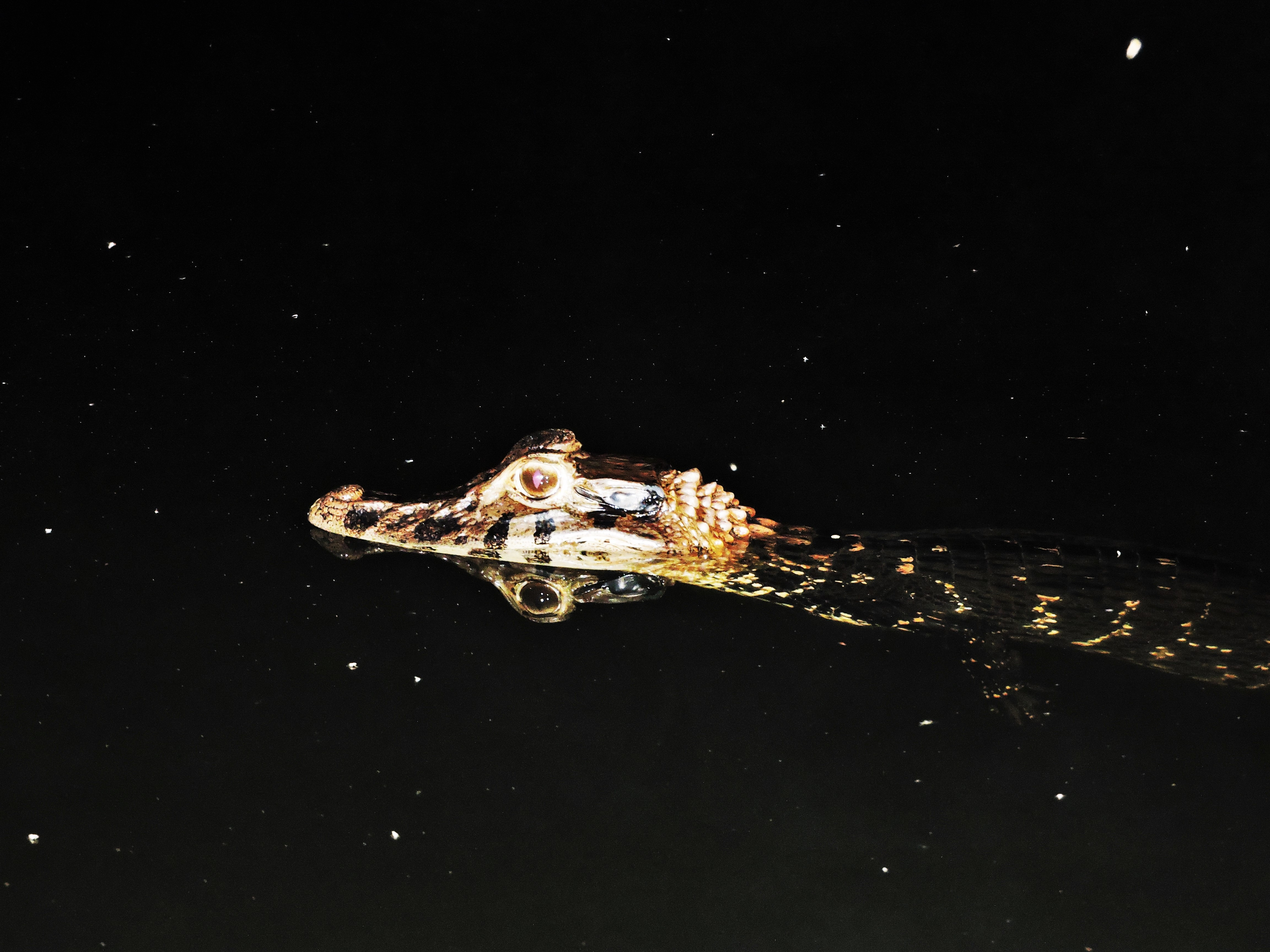
Caimán
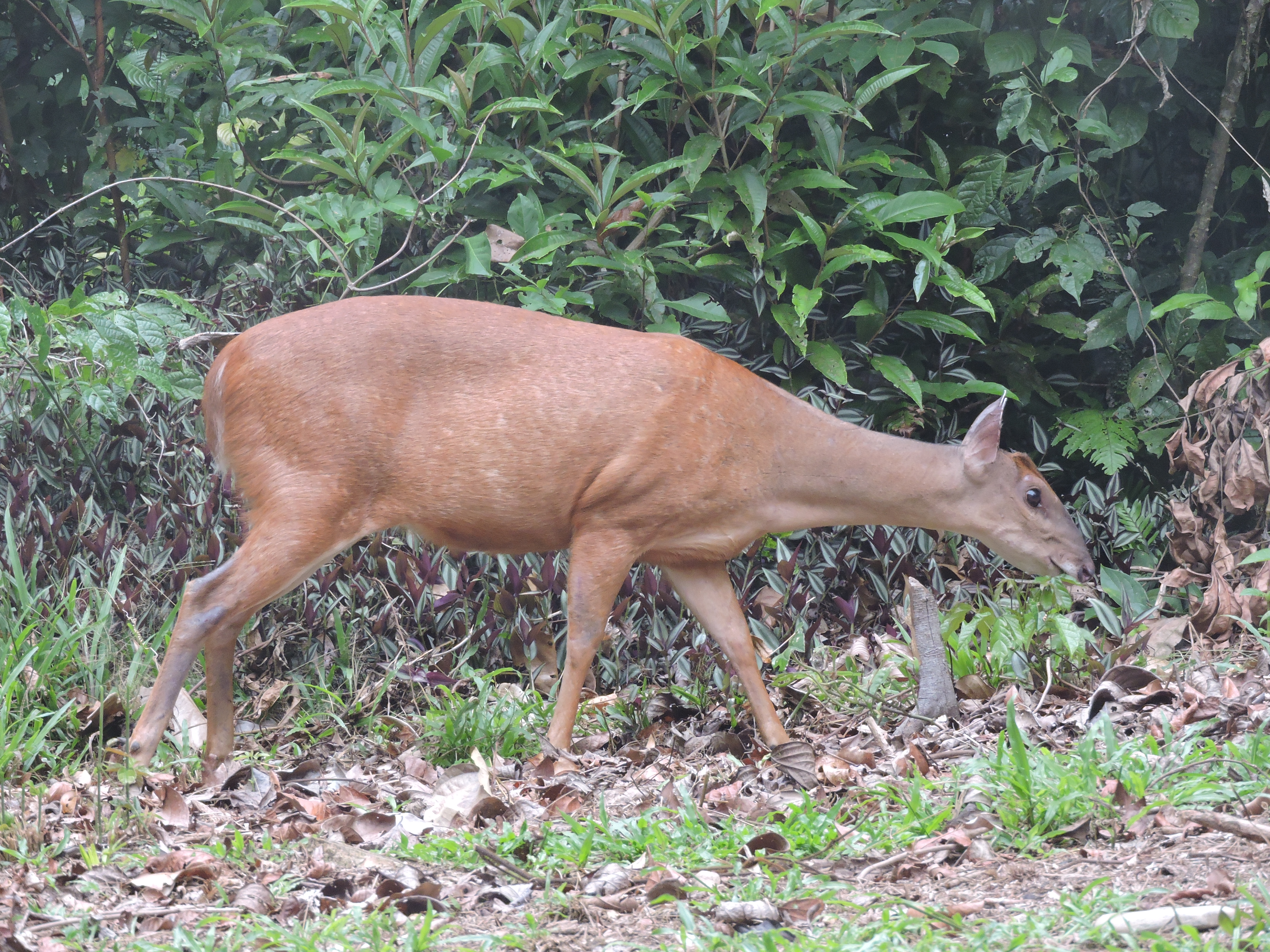
Guazo
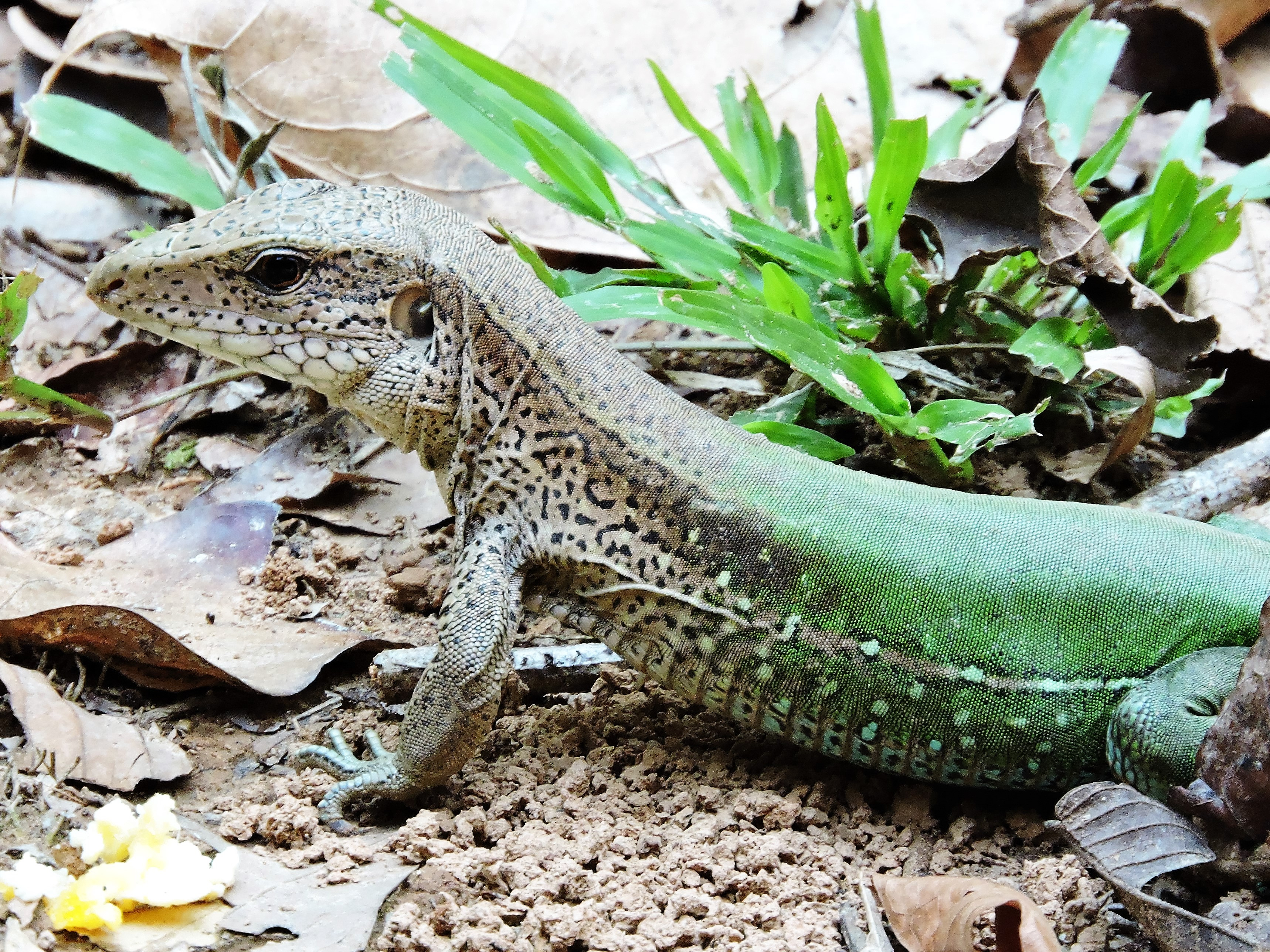
Jausi
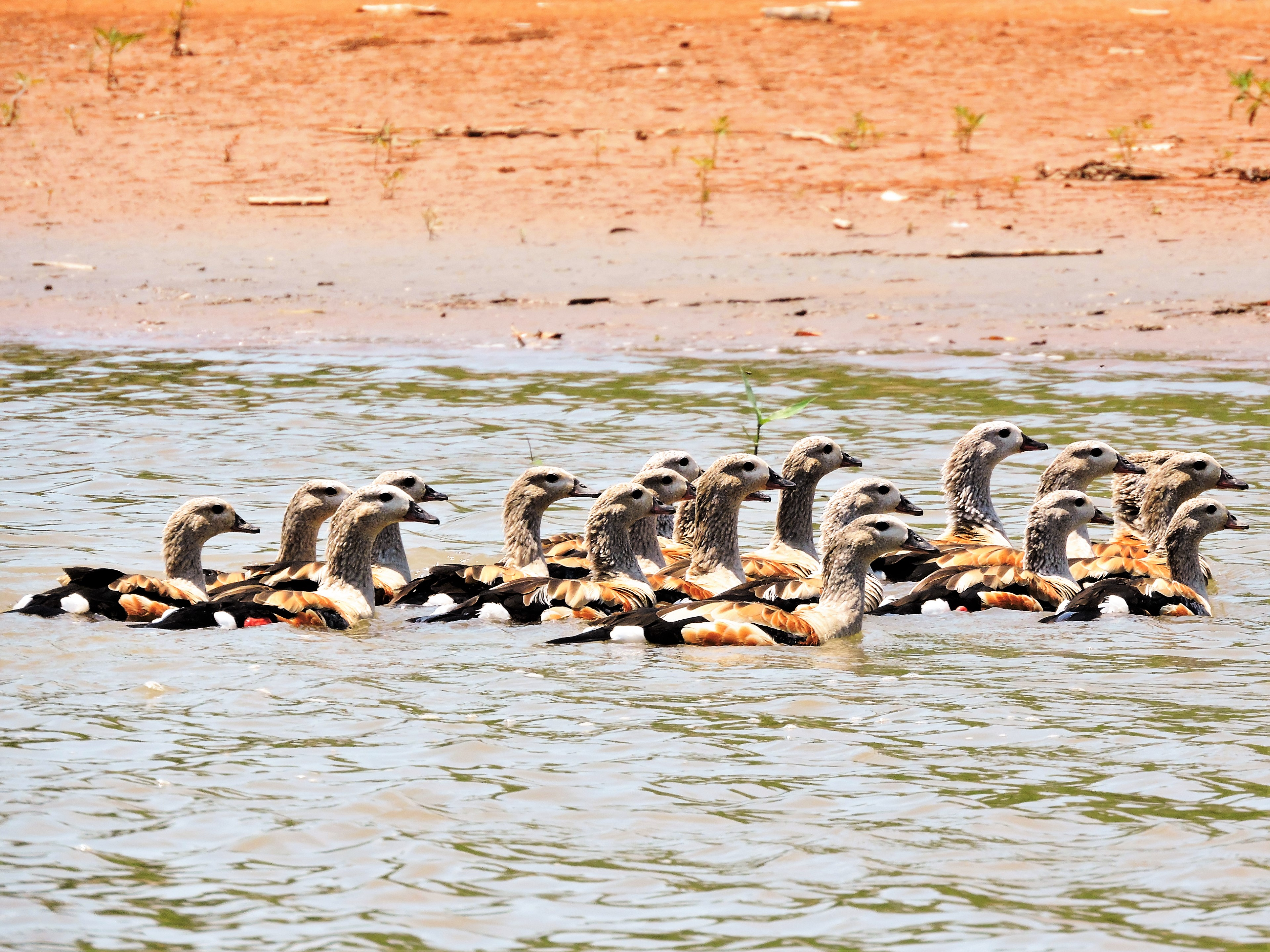
Ganso del Orinoco

## Gobernanza
El albergue es de propiedad del Pueblo Indígena de San José de Uchupiamonas, el cual designa un directorio al que se delega las responsabilidades de gestión. El personal de contacto también es de la comunidad. El emprendimiento es autosostenible e independiente desde el 2000, desde entonces ha operado de forma ininterrumpida.

## Reconocimientos
- 2017: Detectahotel (enlace roto disponible en Internet Archive; véase el historial, la primera versión y la última). "Excepcional 10/10"
- 2017: Premios Maya "Premio al Mejor Proyecto Ecológico"
- 2017: TripAdvisor "Certificado de excelencia"
- 2013: The Rough Guide "The 10 best jungle lodges in the amazon"
- 2011: National Geographic Traveler "The most authentic and unique hotels in Bolivia, chosen by National Geographic Traveler editors for the 2011 Stay List"
- 2008: National Geographic Adventure "50 Top Ecolodges: Jungle"
- 2008: Ecuator Initiative: "Equator Prize 2008 Winner"

## Enlaces
- Chalalán
- Ecuator Initiative
- National Geographic Traveler
- National Geographic Adventure
- TripAdvisor

- Datos: Q5068549